# Comboio para Leste
Comboio para Leste (em inglês:  Action in the North Atlantic) é um filme norte-americano de 1943, do gênero drama de guerra, dirigido por Lloyd Bacon, Raoul Walsh e Byron Haskin.